# 이반 세르게이
아이번 세어게이(영어: Ivan Sergei, 영어 발음: /ˈsɛə(r)ɡeɪ/, 1971년 3월 7일 ~ )는 미국의 배우이다.

## 출연 작품

### 영화
- 섹스의 반대말 (1998)
- 브레이크 업: 이별후애 (2006) - 카슨 위검 역
- 아버지의 기억 (2017, Broken Memories) - 레비 역

### 텔레비전
- 오우삼의 미션 특급 (1996)
- 크로싱 조던 (2003-04)
- 대지진 10.5 (2004)
- 참드 (2005-06)